# Eduardo Flórez Ibáñez
Eduardo Flórez Ibáñez fue un pintor español del siglo XIX.

## Biografía
Pintor natural de Madrid, fue discípulo de Carlos de Haes y de la Escuela superior de Pintura, Escultura y Grabado. Fue premiado con medalla de tercera clase en 1871 por la Sociedad El Fomento de las Artes y con otra de cobre en la Exposición Nacional de 1873. En la verificada en 1876 presentó Recuerdo de la costa cantábrica en Asturias y Campiña del monasterio de Piedra; en la de 1881 Playa de la Peñarronda en Asturias, Costa cantábrica en Asturias, Labradores de la costa de Asturias, Río Berbeja en Asturias. En las Exposiciones particulares de la Sociedad de acuarelistas, Círculo de Bellas Artes y del señor Hernández, presentó, ya al óleo, ya a la aguada, las siguientes obras: Playa de San Lorenzo de Tapia, Ría de Rivadeo, Marina, Un paisaje, Pablo y Virginia en la Moncloa, Cabanela, Orillas del Sil, Recuerdos del Cantábrico, Astillero de la Lineira en baja mar, La armonía, Una huelga, Dos pasajes del Quijote, Mar gruesa y Una mañana, entre otros.